# Julius Theodor Christian Ratzeburg
Julius Theodor Christian Ratzeburg (født 16. februar 1801 i Berlin, død 24. oktober 1871 sammesteds) var en tysk forstentomolog.
Ratzeburg studerede medicin og naturvidenskab, blev 1828 privatdocent ved Berlins Universitet og havde 1830—1869 ansættelse som professor i naturvidenskaber ved forstakademiet i Eberswalde. Han gav sig her fornemmelig af med de for skovbruget skadelige og nyttige insekter og gav i en række særdeles betydningsfulde arbejder fortræffelige beskrivelser af disse dyrs udseende og af deres livsforhold. Foruden talrige mindre afhandlinger udgav han Die Forstinsekten (3 bind med supplement, 1837—1844), Die Waldverderber und ihre Feinde (1841) og Die Ichneumonen der Forstinsekten (3 bind, 1844—1852).